# Sulcicnephia ovtshinnikovi
Sulcicnephia ovtshinnikovi är en tvåvingeart som först beskrevs av Rubtsov 1940.  Sulcicnephia ovtshinnikovi ingår i släktet Sulcicnephia och familjen knott. Inga underarter finns listade i Catalogue of Life.